# いせや総本店
いせや総本店（いせやそうほんてん）は、東京・吉祥寺の精肉業・焼き鳥業者。創業当初は精肉店として営業していた。
住所は東京都武蔵野市御殿山であり、店舗はJR中央線・京王井の頭線吉祥寺駅南口そばの総本店の他、井の頭公園入り口にいせや公園店、また吉祥寺駅北口にある吉祥寺パーキングプラザにいせや北口店がある。

## いせや総本店

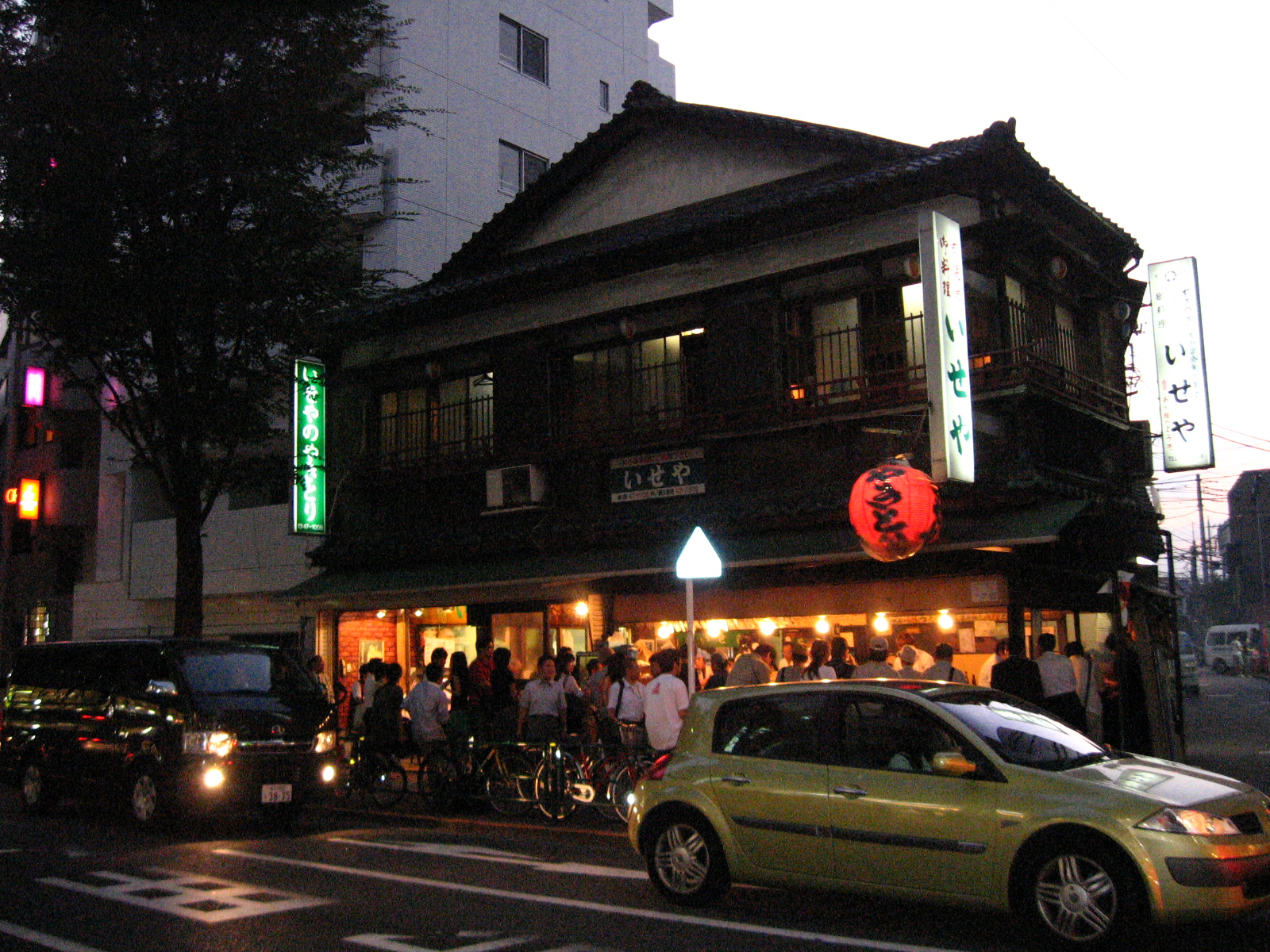
旧店舗（木造）。2006年9月25日閉店（2006年9月20日に撮影）

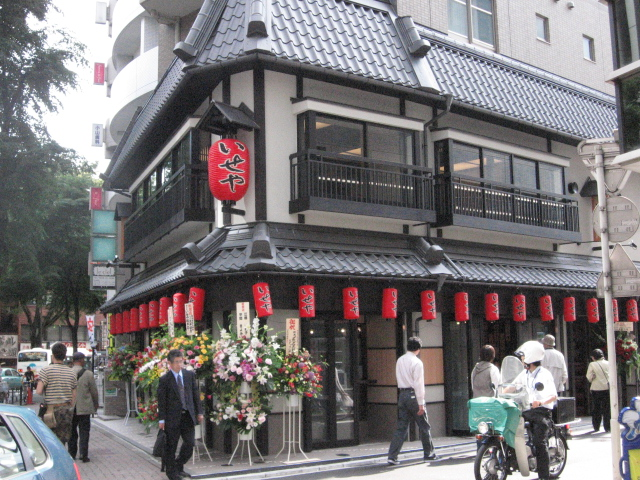
現店舗（開店当日の2008年6月4日に撮影）

1928年（昭和3年）に精肉業者として創業。1953年に2階建ての店舗に改築、翌年1階に精肉店、2階にすき焼き屋をそれぞれ開業。1958年より焼き鳥店に営業方式を転換した。
焼き鳥は一本80円という低価格で、つまみとして飲んでも1,000円程度で済む、庶民感覚の店である。また、雑誌、テレビ番組などでも度々取り上げられている。また著名人にもファンが多く、フォークシンガーの高田渡が店の常連だったのを始め、俳優の渡辺哲も同店のファンである。
豚のカシラ、シロ、タン、ハツ、レバーなども扱っており、売り上げもそちらの比率の方が高い。
2019年現在の総本店の店舗は2008年5月に御殿山にできた14階建てのビルで、1・2階にいせや総本店旧店舗の建物を忠実に再現して営業している。なお、建築物の設計は株式会社新建築設計事務所が受け持った。同ビル地下1階には、いせやの直営する国産和牛のすき焼き・しゃぶしゃぶの専門店『肉（すきやき）いせや』が入居する。

### 改築
53年間使用してきた木造建築の旧店舗が老朽化のため、2006年9月25日をもって閉店。閉店から1週間後の10月1日より改築工事に入った。なお改築工事期間中は、吉祥寺本町のヨドバシ吉祥寺裏の仮店舗にて営業を継続した。
2008年5月、御殿山の旧本店跡に14階建て新ビルディングが完成、6月4日より1・2階にて営業開始。また3階から14階までは住居や事務所などがテナントとして入居している。また2010年12月8日には『肉（すきやき）いせや』も開店している。
なお仮店舗は、新店舗営業開始後も6月9日まで「北口店」として営業を継続した。4年後の2012年8月、吉祥寺パーキングプラザ内に北口店が開店している。

## いせや公園店

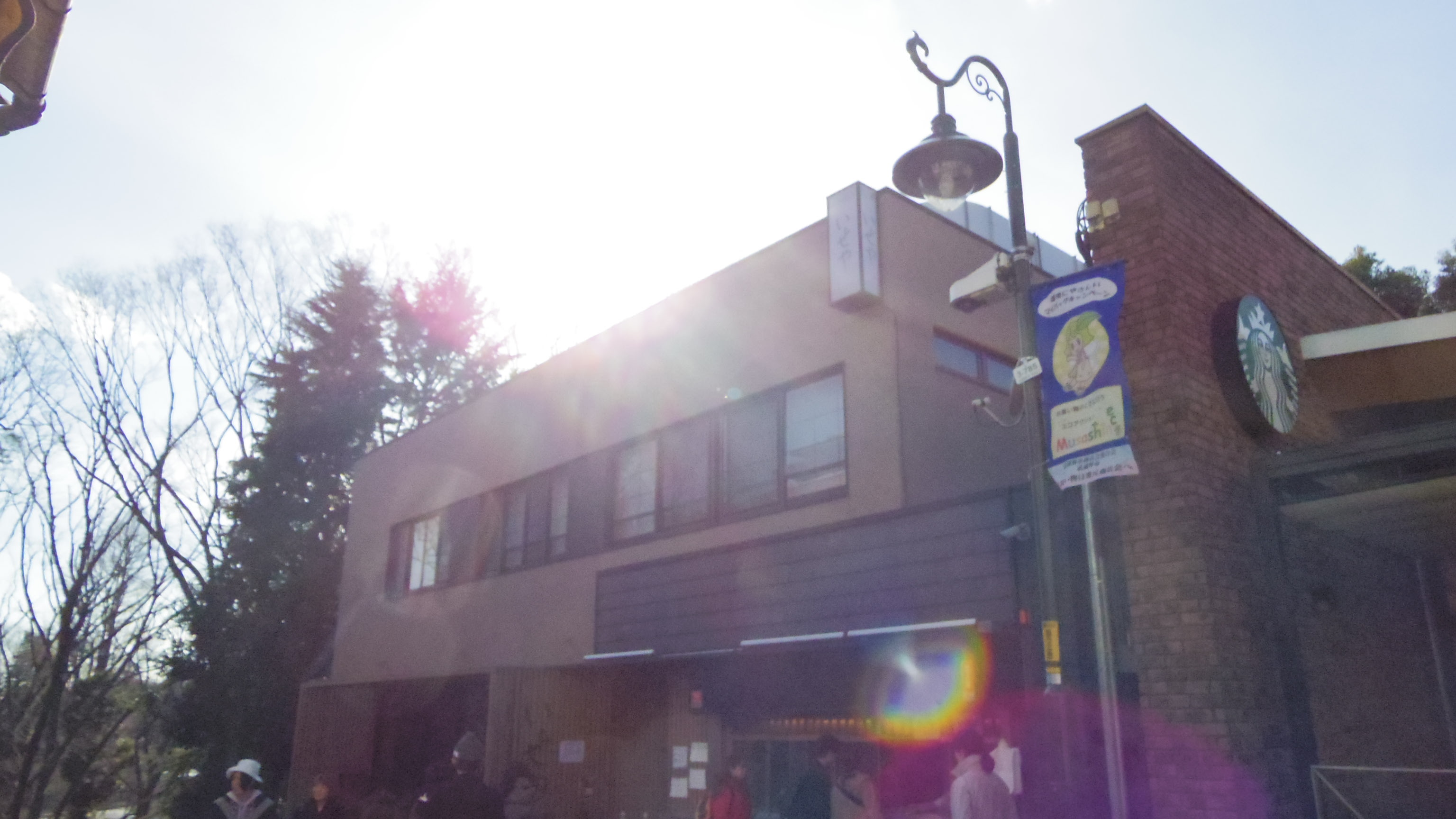
いせや公園店（武蔵野市吉祥寺南町）

いせや総本店 公園店は、井の頭恩賜公園入口にある支店。武蔵野市吉祥寺南町1-15-8に所在。現在の店舗は2013年9月11日に開店した、いせやでは最も新しい店舗である。テーブル席、カウンター席、座敷を合わせて本店よりも多い350席を用意している。
1960年、井の頭公園入口に支店として開店し、約50年余りに亘って営業していた。
当時の店舗の建物の老朽化が進んだほか、2011年の東日本大震災発生時、建物の被害はなかったが壁に亀裂が見つかり、また店舗の前の道路拡張工事が行われることもあり、改築へと至った。旧店舗は2012年7月8日で営業を終了し、工事に伴う1年余りの一時休業を経て、2013年9月11日、新店舗が開店した。
また、旧店舗閉店後の2012年秋、現代美術活動家の加藤翼が、中央線沿線を舞台としたアートイベント「TERATOTERA2012」の一環として、解体された旧公園店の建物の廃材を使って巨大構築物を制作し、11月3日・4日に井の頭公園西園グラウンドにて「引き興し」を参加者らと共に行った。
なお、旧公園店の写真パネルは、北口店の店内で見ることができる。

## いせや北口店

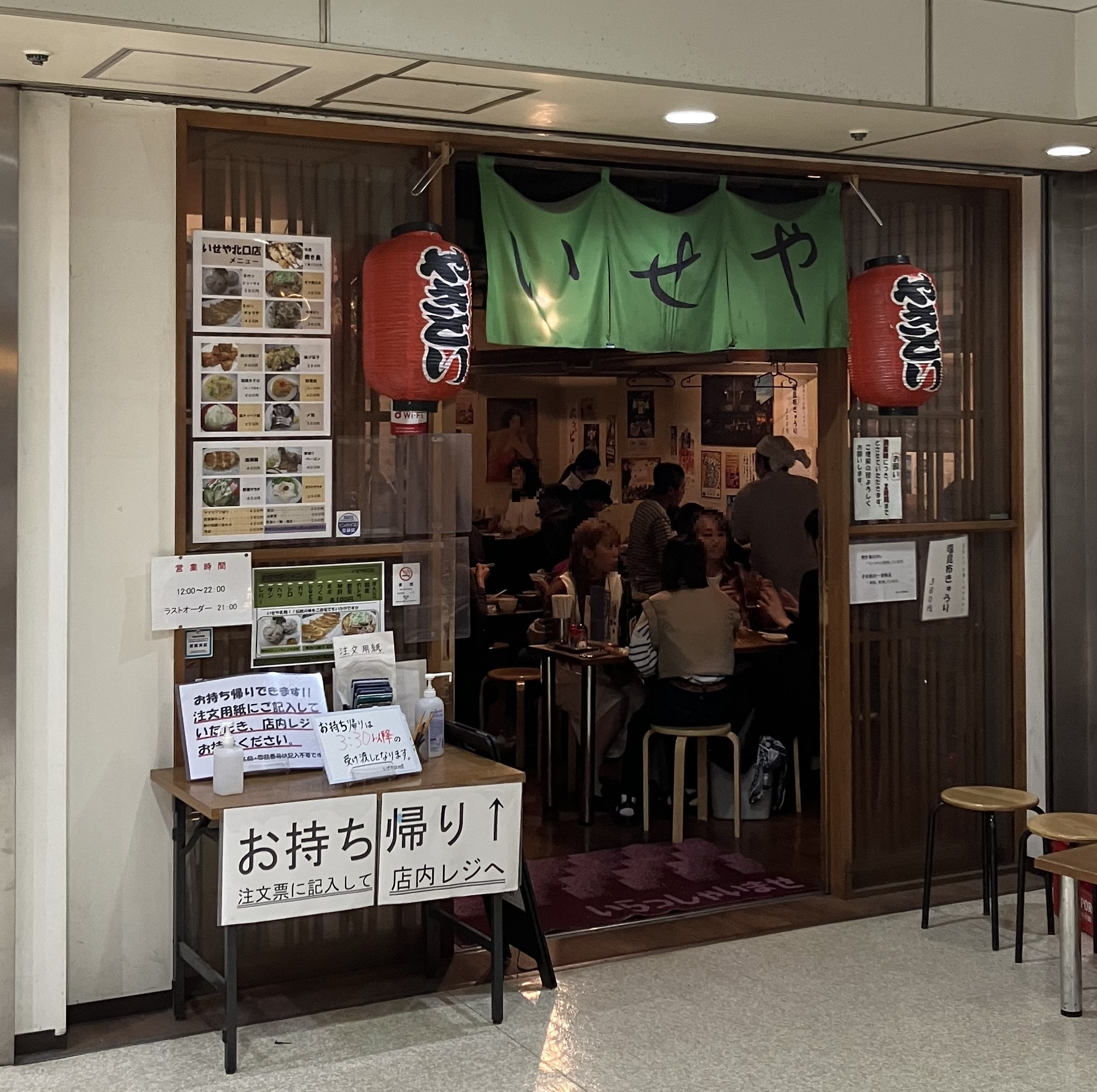
いせや北口店

いせや総本店 北口店は、吉祥寺駅北口にある吉祥寺パーキングプラザの地下1階にある支店。2012年8月に開店した。
前述の総本店の仮店舗として営業していた「北口店」とは異なり、こちらは正式の店舗である。また、店内に旧公園店の写真パネルが飾られている。

## 概要
- 正式名称：株式会社いせや総本店
  - 代表取締役社長：清宮 政人
  - 創業：1928年（昭和3年）

## 店舗情報
いせや総本店
武蔵野市御殿山1-2-1、いせやビル1・2階
120席（テーブル席、カウンター席、座敷席）
肉（すきやき）いせや
武蔵野市御殿山1-2-1、いせやビル地下1階
いせや総本店 公園店
武蔵野市吉祥寺南町1-15-8
350席（テーブル席、カウンター席、座敷席）
いせや総本店 北口店
武蔵野市吉祥寺本町1-20-3 吉祥寺パーキングプラザ地下1階

## ギャラリー

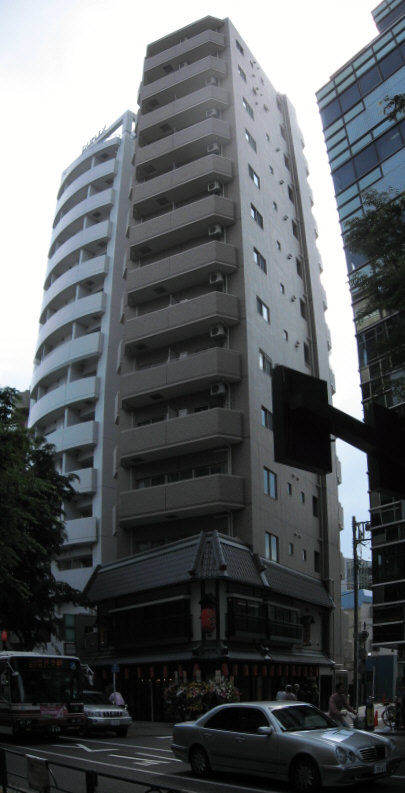
武蔵野市御殿山の「いせやビル」。14階建てで、いせや総本店は1・2階で営業している。
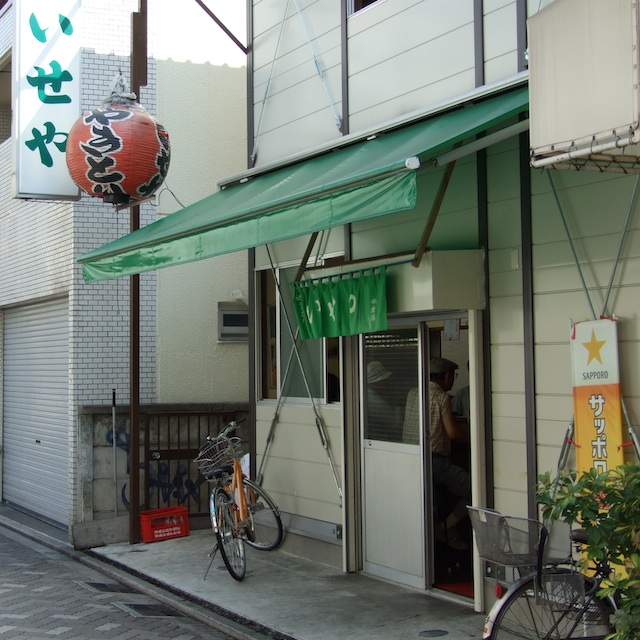
いせや総本店仮店舗。最末期の6日間は「北口店」として営業していた。2007年8月撮影。
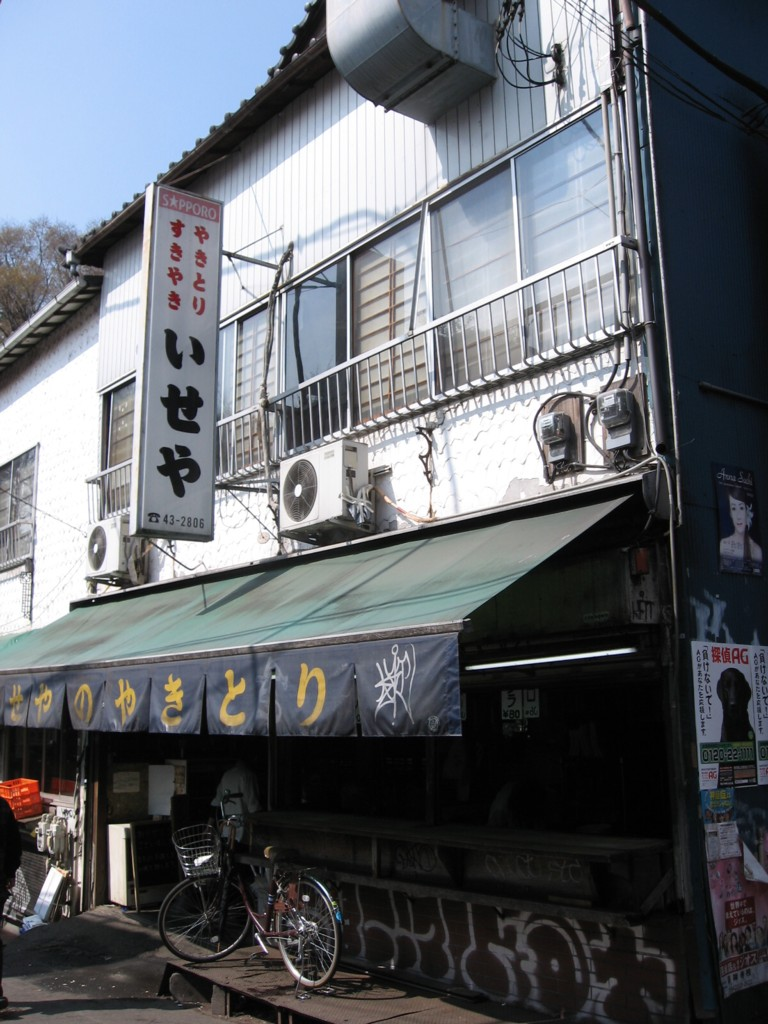
いせや公園店の旧店舗。2008年3月撮影。

## いせやが登場する作品

### 映画
- タカダワタル的ゼロ - いせやをこよなく愛したフォークシンガー、高田渡のドキュメンタリー映画。総本店旧店舗の解体シーンも登場する。
- 転々 - 藤田宜永原作、三木聡監督映画。主演の三浦友和とオダギリジョーが散歩に出発する時、旧公園店に立ち寄る。「こういう店は見た目ほどうまくないんだよな。」というセリフがあるにもかかわらず、公園店の協力のもと撮影された。

### 漫画
- GTO（藤沢とおる作：講談社マガジンKC） - 吉祥寺を舞台とする学園漫画。劇中に店舗が登場したり、台詞に「いせや」の店名が出てくることもある。主人公・鬼塚英吉もこの店のファンであり、同僚教師である冬月あずさや、暴走族時代からの親友である弾間龍二らとともに頻繁に店を訪れる。ちなみに鬼塚は砂肝が好きである。なお、実際にはメニューに砂肝は存在しない。
- クッキングパパ（うえやまとち作：講談社モーニングKC） - KC88巻で登場人物の一人、中目黒在住の工藤三平が東急東横線から山手線に乗りかえて新宿の会社に行くことが嫌になり、会社をさぼって渋谷駅から京王井の頭線に乗り、井の頭公園に行った後いせやの支店に行く話があり、いせやファンの高田渡（上述）が描かれたコマがある。

### テレビ番組
- 吉田類の酒場放浪記（BS-TBS）[12] - 2003年9月1日放送の第1回[13]で出演者の吉田類が旧総本店を訪れている（そもそも吉田もよく訪れるという）。ちなみに表だって紹介はされていないが、この回のエンディングカットには高田渡らしき人物が映りこんでいる。また、現在も使用されているオープニングタイトルには旧総本店のカットがある。スピンオフ番組「おんな酒場放浪記」の第1回では倉本康子が改装後のいせや総本店を訪れ、オープニングタイトルでもこの店のカットが使われている。